# Shadrack Ramoni
Shadrack Ramoni (05 de maio de 1988, em Honiara) é um futebolista das Ilhas Salomão, que atualmente joga como goleiro pelo Koloale FC e também pela seleção Salomónica.